# ۳۷۴ (میلادی)
۳۷۴ (میلادی) سیصد و هفتاد و چهارمین سال تقویم میلادی است.

## درگذشتگان
‎